# Raad van Elf

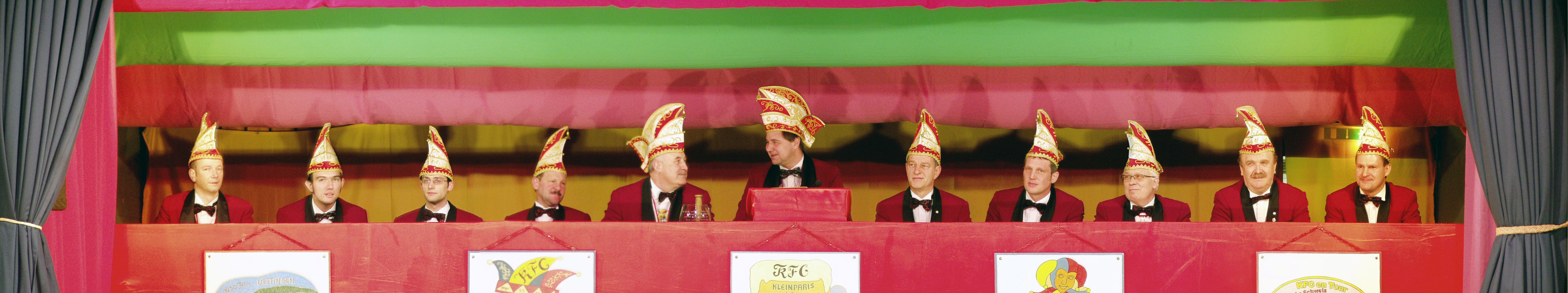
Een Duitse Raad van Elf

De Raad van Elf is een gezelschap van elf personen (veelal mannen, maar steeds vaker ook deels vrouwen) dat tijdens carnaval de activiteiten organiseert en begeleidt. De naam verwijst naar het getal elf, het narrengetal of gekkengetal, dat een belangrijke rol speelt in het carnaval. Vanaf 11 november (de elfde van de elfde) is de Raad in de weer met de voorbereidingen van het feest.
Leden van de Raad van Elf zijn vaak vertegenwoordigd in allerlei commissies die betrokken zijn bij het carnavalsfeest, zoals de organisatie van de optocht, het carnavalsgala, het jeugdcarnaval of de technische commissie. Zij zijn formeel gekleed met een cape en carnavalssteek.
Aan het hoofd van de Raad van Elf staat Prins Carnaval, bijgestaan door zijn adjudant en in sommige gevallen een Prinses of hofnar. In enkele plaatsen wordt Prins Carnaval ook bijgestaan door pages. Vaak zijn dit jonge vrouwen.
Naast de Prins, die in veel gevallen elk jaar opnieuw gekozen wordt, kennen veel verenigingen ook een President (soms de Vorst of Opper geheten) die die functie vaak meerdere jaren bekleedt en de continuïteit van de leiding over de vereniging verzorgt.
De daadwerkelijke rolverdeling tussen Prins, Raad van Elf, President/Vorst en adjudanten kan per vereniging verschillen.

## Variaties

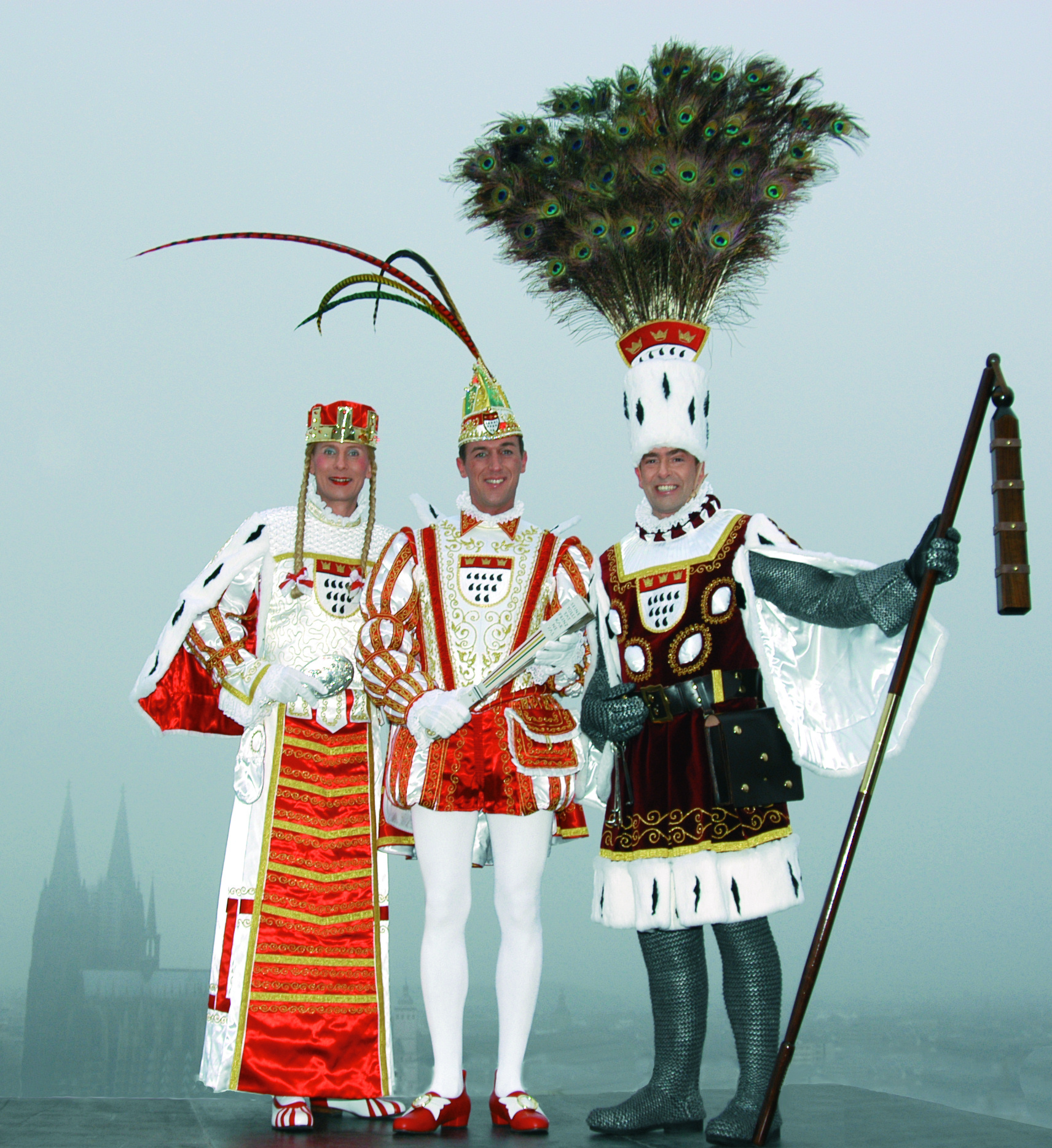
'Dreigestirn' van Keulen

- In het Zeeuws-Vlaamse Ossenisse bestaat de Raad van Elf traditiegetrouw geheel uit vrouwen. Carnaval wordt daar ook een week later gevierd dan elders.
- De raad van Elf wordt elk jaar opnieuw gekozen.
- In het Rijnlandse (Duitsland) carnaval is er tevens een zogenaamd 'Dreigestirn'; een boer, een Prins Carnaval en een jonkvrouw.
- In sommige raden worden ook vrouwen toegelaten, zoals in Leidschendam bij C.V. De Damzwabbers. Zij accepteren vrouwen sinds 2017, nadat zij het jaar daarvoor hun eerste prinses carnaval hadden.